# The Mouths of Madness
The Mouths of Madness ist das zweite Studioalbum der US-amerikanischen Doom-Metal-Band Orchid. Es erschien am 26. April 2013 bei Nuclear Blast.

## Entstehung und Stil
Das Album wurde von Sänger Theo Mindell und Will Storkson produziert und abgemischt. Storkson spielte auch als zusätzlicher Musiker Keyboard, Synthesizer und Percussion ein. The Mouths of Madness entstand in den Hyde St. Studios in San Francisco, den Laughing Tiger Studios in San Rafael und den Capricorn Studios in Novato, allesamt in Kalifornien. Die gesamte Musik stammt von der Band, die Texte von Mindell. Auch das Artwork stammt von Mindell. Der Stil des Albums wurde zwar mit Black Sabbath verglichen, allerdings ließ die Band auch andere Einflüsse zu, wie etwa einen Mundharmonika-Einsatz bei Marching Dogs of War, der Roadhouse Blues von The Doors ähnelt, oder den Piano-begleiteten Bar-Blues bei Mountains of Steel, das auch mit Down verglichen wurde.
Nachdem die Band in den USA bis dato nur als Vorgruppe bzw. mit stilistisch weniger passenden Bands gespielt hatte, trat sie nach einer Tour mit Witchcraft im Mai 2013 erstmals bei einem größeren Konzert auf dem Rock Hard Festival auf.

## Rezeption
Das Album stieg auf Platz 18 in die deutschen Albencharts ein. Im Magazin Rock Hard wurde das Album zum Album des Monats. Thomas Kupfer vergab 8,5 von 10 Punkten. Er schrieb, die Band versuche nicht, das Erfolgsrezept des Debüts zu kopieren. Die Devise laute „weniger Sabbath, mehr Experimente“, die Band mache dabei „verdammt viel richtig“.

## Titelliste
Alle Stücke wurden von der Band komponiert, die Texte stammen von Theo Mindell.
1. Mouths of Madness
2. Marching Dogs of War
3. Silent One
4. Nomad
5. Mountains of Steel
6. Leaving It All Behind
7. Loving Hand of God
8. Wizard of War
9. See You on the Other Side